# Po Klong M'hnai
Po Klong M'hnai hay Po Klaong Mah Nai là tước hiệu của một nhà cai trị Panduranga trong giai đoạn 1622 - 1627.

## Tiểu sử
Dưới tiền triều Po Ehklang, Po Klong M'hnai được ban tước hiệu Maha Taha (महा तह). Ông đăng cơ vào năm 1622 và tại vị đến năm 1627 thì băng hà, ngai vàng lại được chuyển cho con rể. Tương truyền, Po Klong M'hnai không có con trai nên đã truyền ngôi cho một mục phu người Churu được ông yêu quý, lại gả con gái cho, đấy là Po Rome.
Theo huyền tích và sử ký Panduranga, Po Klong M'hnai có hai người vợ: Một là hoàng hậu Bia Som người Chăm và người còn lại là thứ phi Nguyễn Thị Ngọc Thương người Việt. Bà Ngọc Thương là ái nữ của chúa Sãi Nguyễn Phước Nguyên.

## Di sản
Mặc dù tại vị trong khoảng thời gian rất ngắn, nhưng Po Klong M'hnai để lại cho hậu thế cụm lăng vào hạng đẹp nhất Champa ở nơi hiện nay là thôn Lương Bình, thị trấn Lương Sơn, huyện Bắc Bình, tỉnh Bình Thuận.Nhưng trải qua chiến tranh bị xuống cấp trầm trọng nên đã được hậu duệ trùng tu lại. Ngoài ra, còn khá nhiều bảo vật bằng vàng của hoàng tộc Po Klong M'hnai được chính các hậu duệ của ông gìn giữ nghiêm cẩn ở Bình Thuận. Họ cũng giữ được khá nguyên vẹn công thư giao thiệp giữa hai triều đình Panduranga và chúa Nguyễn. Hiện nay, truyền nhân kế thừa các di sản này là bà Nguyễn Thị Yến sau khi mẹ mình là bà Nguyễn Thị Đào ( con nuôi của công chúa Nguyễn Thị Thềm) qua đời. Nhưng một số hiện vật có giá trị văn hóa lịch sử đã được hậu duệ tặng cho Trung Tâm Trưng bày Văn Hóa Chăm Bình Thuận